# Doina Ivănescu
Doina Ivănescu (n. 22 ianuarie 1935, Blaj, Alba, România – d. 1996) a fost o voleibalistă română, care a concurat cu echipa națională a României în turneul feminin⁠(d) de la Jocurile Olimpice de vară din 1964.

## Biografie
S-a născut în orașul Blaj, județul Alba, România. A practicat voleiul și a fost componentă a clubului sportiv Dinamo București al Ministerului Afacerilor Interne. A fost căsătorită cu Traian Ivănescu, fost fotbalist și antrenor⁠(d) internațional. A făcut parte din echipa națională feminină a României, care a concurat la Jocurile Olimpice de vară din 1964⁠(d) și a ocupat locul 4.
A decedat în anul 1996.

## Distincții
- Ordinul „Meritul Sportiv” clasa a III-a (8 mai 1968) „pentru contribuția deosebită adusă la dezvoltarea mișcării de cultură fizică și sport și pentru merite deosebite în activitatea sportivă de performanță, cu prilejul împlinirii a 20 de ani de la înființarea Clubului sportiv «Dinamo»-București al Ministerului Afacerilor Interne”[5]